# الجمعة السوداء (1978)
الجمعة السوداء (بالفارسية: جمعهٔ سیاه) هو الاسم الذي أطلق على يوم 8 سبتمبر عام 1978 (17 شهريور 1357 في التقويم الهجري الشمسي الإيراني) حيث وقع إطلاق للنيران في ميدان جاليه (بالفارسية: میدان ژاله) في طهران في إيران. وقد وصفت الوفيات وردود الفعل التي أسفرت عنها بأنها حدث محوري في مجرى الثورة الإيرانية الإسلامية، وذلك عندما تم إخماد أي «أمل للتوصل إلى تسوية» بين الحركة الاحتجاجية ونظام الشاه.

## الخلفية التاريخية والمذبحة

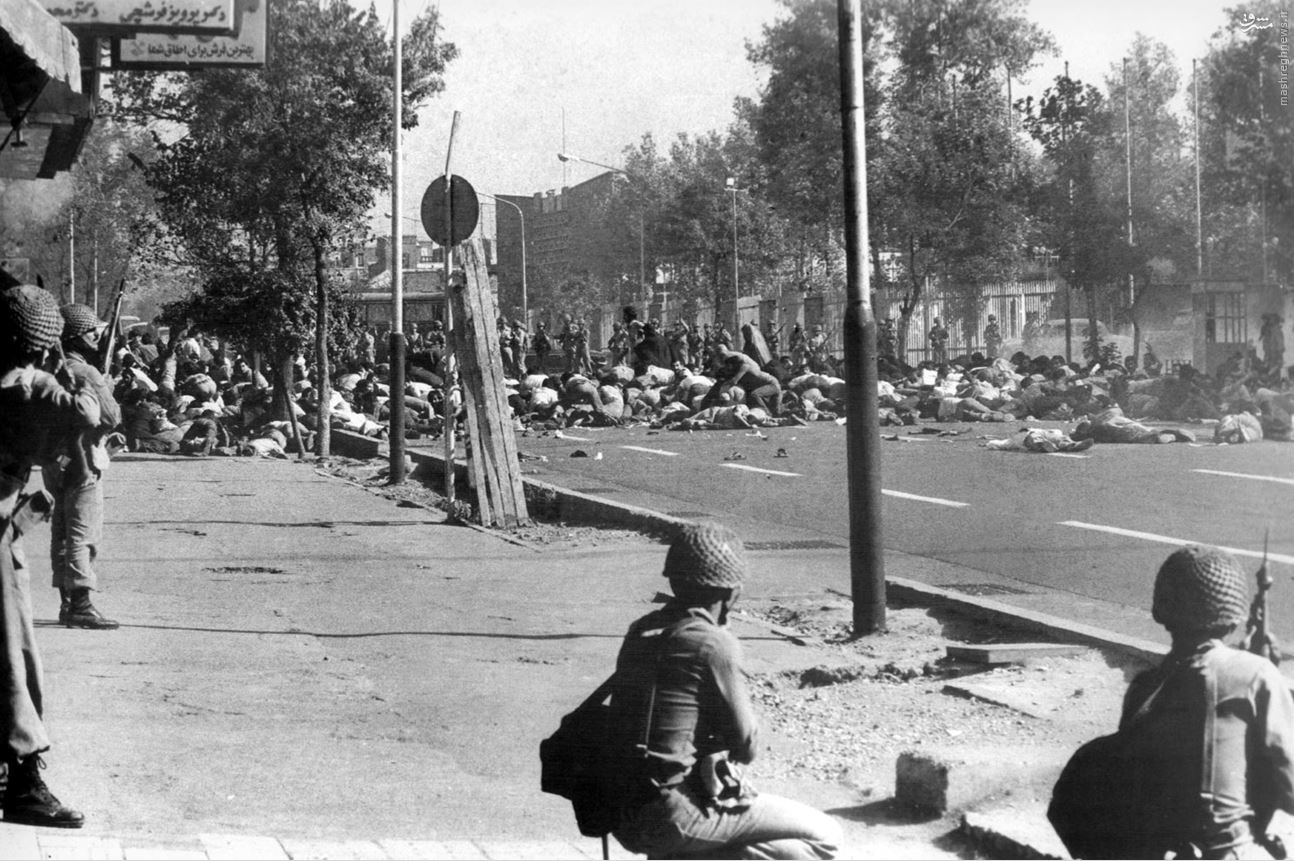
ميدان جاليه

مع استمرار الاحتجاجات ضد حكم الشاه أثناء ربيع وصيف عام 1978، أعلنت الحكومة الإيرانية الأحكام العرفية. وفي 8 سبتمبر، احتشد الآلاف في ساحة جاليه بطهران في مظاهرة دينية، على الرغم من حقيقة أن الحكومة قد أعلنت الأحكام العرفية في اليوم السابق. وطلب الجنود من الحشود التفرق، ولكنهم تجاهلوا هذا الأمر. في البداية، لم تعتقد الحشود أن هذا السبب أو مجرد استمرار المحتجين في التدافع نحو قوات الجيش قد يجعل الجيش يفتح نيرانه عليهم، وهو ما أسفر عن مقتل وإصابة العديد من الأشخاص.
ومع ذلك، أظهرت التقارير الحديثة أن التغطية الإعلامية وتقارير المعارضة كانت غير صحيحة. ووفقًا للبراهين والتقارير الجديدة، فإن المتظاهرين قد لقوا حتفهم على يد مثيري اضطرابات محترفين تلقوا تدريبات في معسكرات في كل من فلسطين وليبيا. وخلال إطلاق النار هذا، قتل عدد من الجنود الإيرانيين ورجال الشرطة. وارتدى بعض الجنود الأجانب الملابس العسكرية الإيرانية وفتحوا النار على كل من المتظاهرين وعلى الجيش من أجل إشاعة حالة من الفوضى، والتسبب في كراهية الشاه، وأخيرًا لإيهام الجيش أنه قد أطلق عليه النار من داخل المظاهرة حتى يضطر الجيش الإيراني للرد باستخدام نيران البنادق.
ويعتقد أن تكون الجمعة السوداء قد كانت بمثابة نقطة انطلاق لا عودة للثورة، وأدت إلى إلغاء النظام الملكي في إيران بعد أقل من عام. ويعتقد أيضًا أن تكون الجمعة السوداء قد لعبت دورًا حاسمًا في زيادة راديكالية الحركة الاحتجاجية، وتوحيد المعارضة ضد الشاه وحشد الجماهير. وفي البداية، زعمت المعارضة والصحفيون الغربيون زعمًا غير صحيح وهو أن الجيش الإيراني قتل الآلاف من المحتجين.
بينما أعلنت القيادة الدينية أن «الآلاف قد قتلوا على يد القوات الصهيونية.»

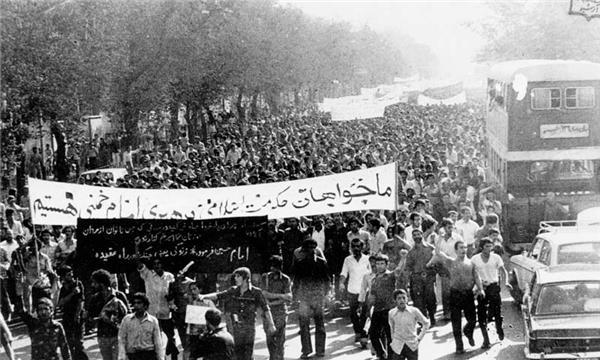
مظاهرات الجمعة السوداء، الجملة على اللافتة تقول: "نحن نريد حكومة إسلامية، بقيادة، الإمام الخميني"

تسببت الأحداث في استمرار الاحتجاجات أربعة أشهر أخرى. وشهد اليوم الذي تلا الجمعة السوداء، أي 9 سبتمبر 1978، استقالة هويدا بوصفه وزيرًا للديوان، على الرغم من عدم صلته بالموضوع. وقد أدى الإضراب العام الذي وقع في أكتوبر إلى تصفية صناعة النفط التي كانت ضرورية لبقاء الإدارة الحالية، و«حدد مصير الشاه». وفي النهاية أدى استمرار المظاهرات إلى مغادرة الشاه لإيران في يناير 1979، ممهدة الطريق أمام الثورة الإيرانية، التي قادها روح الله الموسوي الخميني.

## النتائج
في البداية، ذكرت وسائل الإعلام الغربية والمعارضة أن عدد الضحايا بلغ «15000 ما بين قتيل وجريح»، على الرغم من أن تقارير المسؤولين بالحكومة الإيرانية ذكرت أن حوالي 86 شخصًا لقوا حتفهم في طهران خلال اليوم بأكمله. وذكر ميشيل فوكو، صحفي فرنسي لديه مصادره دائمًا، أن عدد القتلى يتراوح بين 2000 إلى 3000 قد سقطوا في ميدان جاليه، ثم ارتفع الرقم فيما بعد ليصل إلى 4000 متوفٍ. أما مراسل البي بي سي في إيران: أندرو وايتلي فقد ذكر أن عدد القتلى بلغ الآلاف.
ووفقًا لعماد الدين باقي، وهو باحث سابق في مؤسسة الشهداء (بونياد شهيد، جزء من الحكومة الحالية التي تقوم بتعويض عائلات الضحايا)، فقد قال: «للتأكد من البيانات» نجد أن الذين قتلوا في الجمعة السوداء هم 64 شخصًا في ميدان جاليه من بينهم امرأتان - سيدة وفتاة شابة. وفي نفس اليوم، وفي مناطق أخرى من العاصمة، بلغ مجموع القتلى 24 شخصًا سقطوا في اشتباكات مع قوات فرض الأحكام العرفية، كان من بينهم امرأة، ليرتفع إجمالي القتلى في هذا اليوم ليصل إلى 88 قتيلاً. بينما صرح مصدر آخر أن مؤسسة الشهداء تعترف أن عدد القتلى خلال هذا اليوم بلغ 84. وأثناء الاشتباكات، سقط حوالي 70 جنديًا ورجل شرطة إيراني قتلى، بالإضافة إلى وفاة 64 آخرين.
وفي وقت لاحق، تغير اسم الميدان ليصبح ميدان الشهداء (Maidan-e Shohada) في حكم الجمهورية الإسلامية.

## «الجمعة السوداء» في الفن

### الفارسي
في عام 1978، بعد المذبحة بوقت قصير، ألف الموسيقي الفارسي حسين عليزاده موسيقى لقصيدة سياوش كسرايي حول الحدث. وغنى محمد رضا شجريان أغنية «جاليه خون شود» (أصبح [ميدان] جاليه ملطخًا بالدماء).
كما صنع شاهد آزاد سلطاني، مخرج الأفلام الوثائقية، عام 1980 فيلمًا بعنوان روز إيخوداء (يوم الله).

### الإنجليزي
نسترن اخوان، إحدى الناجيات القلائل، كانت قد ألفت كتاب سبيرد (Spared) حول هذا الحدث. ويوضح الكتاب كيف وجدت المؤلفة نفسها وسط موجة عارمة من آلاف المتظاهرين الغاضبين، الذين قتلتهم في وقت لاحق قوات الشاه.